# Монголоидна раса
Монголоидна раса је једна од великих људских раса. Распрострањена је аутохтоно у Азији и Америци (Индијанци). Одликује је црна равна коса, тамне и косе очи, истакнута јагодична кост, пљоснато лице и ниска носна кост.
Погрешан назив за ову расу је жута раса.

## Подела
У оквиру монголоидне расе може се издвојити неколико подтипова:
- северноазијска,
- арктичка,
- јужноазијска,
- далекоисточна и
- америчка.